# Judin poljubac
Judin poljubac, također poznat kao Izdaja Krista, čin je kojim je Juda identificirao Isusa mnoštvu sa mačevima i toljagama koje su poslali glavari svećenika i starješine hrama kako bi ga uhitili. Prema sinoptičkim evanđeljima, to se dogodilo u Getsemanskom vrtu nakon Posljednje večere i time direktno uzrokovalo uhićenje Isusa od strane hramovne straže.
U Kršćanstvu, vjernici se sjećaju tog događaja na Veliki četvrtak tijekom  Velikog tjedna.